# Stora Alören
Alören (Stora Alören och Lilla Alören) med Storgrundet är numera sammanvuxna  öar i Finland. De ligger i Nykarleby skärgård i Bottenviken och i kommunen Nykarleby i den ekonomiska regionen  Jakobstadsregionen i landskapet Österbotten, i den västra delen av landet. Ön ligger omkring 64 kilometer nordöst om Vasa och omkring 400 kilometer norr om Helsingfors.
Öns area är 4,47 kvadratkilometer och dess största längd är 5,7 kilometer i nord-sydlig riktning. I omgivningarna runt Alören och Storgrundet växer i huvudsak blandskog.
Författaren Zacharias Topelius sommarstuga Majniemi fanns på Lilla Alören.

## Delöar och uddar
- Stora Alören 63°34′27″N 22°26′00″Ö / 63.57405°N 22.4333°Ö (udde)
- Storgrundet 63°32′56″N 22°26′53″Ö / 63.54893°N 22.44816°Ö
- Lilla Alören 63°34′32″N 22°26′54″Ö / 63.57569°N 22.44845°Ö (udde)
- Alörsskatan 63°35′12″N 22°25′54″Ö / 63.58673°N 22.43169°Ö (udde)
- Enholmsskatan 63°35′04″N 22°25′23″Ö / 63.58457°N 22.42312°Ö (udde)
- Sankt Helena 63°33′53″N 22°26′58″Ö / 63.56463°N 22.44956°Ö (udde)
- Fågelholmarna 63°33′12″N 22°27′36″Ö / 63.55343°N 22.46001°Ö (udde)